# Икономическа социология (УНСС)
Катедра „Икономическа социология“ в Университета за национално и световно стопанство е създадена през 1975 г.
Пръв ръководител на катедрата е доц. Ташо Пачев, а научен секретар ст.ас. Благой Колев.
Преподаватели от катедрата започват да четат пред студентите от Общоикономически факултет курсове като „Обща социология“, „Икономическа социология“, „Демография“, „Социална психология“, „Методология и методика на емпиричните социологически изследвания“ и др.

## История
Наименованието на катедрата претърпява няколко промени през годините:
- 1975-1984 г. – катедра „Икономическа социология“;
- 1984-1986 г. – катедра „Социология и педагогика“;
- 1986-1990 г. – катедра „Икономическа социология“;
- 1990-1994 г. – секция „Социология“ към новосъздадения департамент „Социология и политически науки“;
- 1995-2004 г. – катедра „Икономическа социология“;
- 2004-2010 г. – катедра „Икономическа социология и психология“;
- от 2010 г. – катедра „Икономическа социология“.

Ръководители на катедрата са били: проф. д.и.н. Ташо Пачев, проф. д-р Благой Колев, доц. д-р Кольо Рамчев. От 2012 г. ръководител на катедрата е доц.д-р Андрей Нончев.
Научни секретари през годините са били: ст.ас. Благой Колев, гл. ас. П. Ценов, гл. ас. Д. Варзоновцев и доц. д-р Кольо Рамчев, гл. ас. д-р Валентин Вълов, гл.ас. Андрей Нончев, гл. ас. д-р Вяра Стоилова, доц. д-р Мария Стоянова, гл. ас. д-р Михаела Мишева. От 2017 г. научен секретар на катедрата е гл. ас. д-р Тодорка Кинева.

## Състав
Към 2018 г. академичният състав на катедра „Икономическа социология“ се състои от 12 хабилитирани преподаватели и 4 нехабилитирани преподавали.
- Доц. д-р Андрей Нончев – ръководител
- Проф. д-р Благой Колев
- Проф. д.с.н. Георги Найденов
- Проф. д.с.н. Елка Тодорова
- Проф. д.с.н. Теменуга Ракаджийска
- Проф. д-р Мария Стоянова
- Доц. д-р Андрей Бунджулов
- Доц. д-р Вяра Стоилова
- Доц. д-р Донка Никова-Циуциу
- Доц. д-р Александър Стоянов
- Доц. д-р Георги Петрунов
- Доц. д-р Катя Михайлова
- Гл.ас. д-р Михаела Мишева
- Гл.ас. д-р Тодорка Кинева
- Ас. д-р Мариета Христова
- Ас. д-р Велина Балканска

## Звена
Към катедра „Икономическа социология“ (УНСС) функционират няколко звена.
- Център за социологически и психологически изследвания

Създаден е с решение на Академичния съвет от 2016 г. и е наследник на съществуващата дотогава Лаборатория за емпирични и социологически изследвания.
- Алумни клуб

През 2016 г. е основано сдружението Алумни клуб – Икономика, Социология, Психология в УНСС.
- Клуб на социолога

Това е сдружение на студенти, което осъществява представителство и подпомагане на студентите от УНСС, специалност „Социология“ и „Икономическа социология“.

## Прием
От 2017 г., с решение на Академичния съвет, приемът на кандидат-студенти в ОКС „Бакалавър“ и ОКС „Магистър“ към катедрата освен с полагане на единен приемен изпит се осъществява и с национален конкурс за есе на социално-икономическа тема, съгласно специално разработен и приет регламент за провеждането му..

## Обучение
В катедрата се обучават студенти в 2 професионални направления – икономика и социология, и в трите образователно квалификационни степени – бакалавър, магистър и доктор.
Завършващите ОКС „Бакалавър“ студенти получават професионална квалификация съответно бакалавър по икономика и бакалавър по социология.

Съществуващите магистърски програми в катедрата дават възможност на студентите да получат професионална квалификация магистър по икономика със специализация „Бизнес психология и социология“ и магистър по социология със специализация „Социални изследвания, анализи и проекти“.
В ОНС „доктор“ се обучават докторанти по държавна поръчка и самостоятелна подготовка. Към учебната 2017 г. има зачислени 12 докторанти. От 2012 г. катедрата зачислява средно 3 – 4 докторанти на година.